# César de Bus
César de Bus (Cavaillon, 3 de febrero de 1544-Aviñón, 15 de abril de 1607) fue un sacerdote católico francés, fundador de la Congregación de los Padres de la Doctrina Cristiana y venerado como santo en la Iglesia católica.

## Biografía
César de Bus nació en el seno de una familia noble de la localidad de Cavaillon, en Francia. Se dedicó a la carrera militar. Formó parte del ejército católico en la lucha contra los hugonotes en las guerras de religión. Sus empresas le llevaron a formar parte de la corte de París, durante el reinado de Carlos IX.
De Bus, luego de la muerte de un hermano, canónigo de la catedral de Salon-de-Provence, heredó las prebendas de la misma. Ese fue el inicio de su carrera eclesiástica. En 1582 fue ordenado sacerdote. Destinado a Isle-sur-la-Sorgue, inició, junto con su primo, G. B. Romillon, la Congregación de Sacerdotes Seculares de la Doctrina Cristiana, más conocidos como doctrinarios, para la formación religiosa de los laicos campesinos, la cual fue aprobada por el papa Clemente VIII en 1597. Además de esta congregación, César de Bus fundó a las religiosas Ursulinas de Provenza.
Luego de dedicarse a la estructuración y a la fundación de nuevas comunidades de su congregación, llegó a la ciudad de Aviñón, donde murió el 15 de abril de 1607. Su cuerpo fue trasladado a Roma y descansa en la iglesia de Santa-Maria-in-Monticelli.

## Culto
La causa de beatificación de César de Bus fue abierta cuatro años después de su fallecimiento. Fue declarado venerable por el papa Pío VII en 1821 y beatificado por el papa Pablo VI el 27 de abril de 1975. El 27 de mayo de 2020, el Papa Francisco emitió un decreto a través de la Congregación para las Causas de los Santos aprobando un milagro por lo que firmó el decreto de canonización y, por lo tanto, allanando el camino para de Bus para ser proclamado santo; fue canonizado el 15 de mayo de 2022. Es considerado patrono de los catequistas modernos. La Iglesia católica celebra su memoria litúrgica el 15 de abril.